# 池滩站
池灘站（：／ Jitan yeok */?）是京釜線沿線的一座鐵路車站，位於韓國忠清北道沃川郡伊院面，有無窮花號列車停靠。

## 車站結構
站體為1面2線島式月台的地面車站，月台沒有編號。

### 月台配置
| ↑ 伊院 |
| \| 下  |
| 深川 ↓ |

| 月台 | 路線   | 目的地                                   |
| ---- | ------ | ---------------------------------------- |
| 上行 | 京釜線 | 天安、平澤、水原、安養、永登浦、首爾方向 |
| 下行 | 京釜線 | 金泉、龜尾、東大邱、慶山、密陽、釜山方向 |

## 历史
- 1960年5月16日 - 落成使用。
- 2007年6月1日 - 客运业务停止办理。
- 2009年5月1日 - 客运业务恢复办理[1]。

## 车站周边
- 锦江
- 池滩桥
- 伊院初等学校池滩分校

## 相鄰車站
韓國鐵道公社
京釜線
無窮花號
伊院－池灘－深川

## 脚注
1. ↑  '주민의 힘' 시골 간이역 되살렸다[永久], 연합뉴스, 2009년 2월 17일.